# ASDF

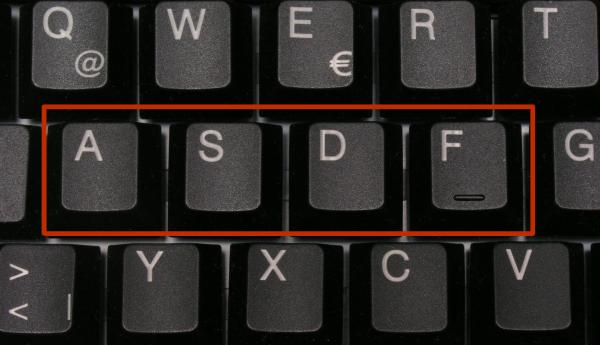
ASDF på ett tangentbord.

ASDF är en sekvens av bokstäver som finns på mittenraden av QWERTY- eller QWERTZ-tangentbord. ASDF används ofta som prov- eller nonsenssträng.
ASDF, eller med små bokstäver: asdf, är det förvalda lösenordet på vissa system. Därför testas det typiskt vid brute force-knäckning av lösenord.